# LEN Euro Cup 2020-2021
La LEN Euro Cup 2020-2021 è stata la 29ª edizione del secondo torneo europeo di pallanuoto per squadre di club.
La competizione è iniziata il 4 dicembre 2020 e si è conclusa l'8 maggio 2021.

## 1º Turno di qualificazione

### Gironi
| Gruppo A         |
| sede: Barcellona |
| Barcellona       |
| Tourcoing        |
| Vasutas          |
| Paniōnios        |

| Gruppo E     |
| sede: Savona |
| Savona       |
| Radnički     |
| Potsdam      |
| Mediterrani  |

| Gruppo B        |
| sede: Sabadell  |
| Sabadell        |
| Jadran Spalato  |
| Steaua Bucarest |
| Dinamo Mosca    |

| Gruppo F       |
| sede: Zagabria |
| Mladost        |
| Primorac       |
| Eger           |

| Gruppo C      |
| sede: Kranj   |
| Triglav Kranj |
| Orvosegyetem  |
| Stella Rossa  |
| Noisy-le-Sec  |

| Gruppo G           |
| sede: Szolnok      |
| Szolnok            |
| Terrassa           |
| GS Apollōn Smyrnīs |
| Strasburgo         |

| Gruppo D              |
| sede: Aix-en-Provence |
| Aix-en-Provence       |
| Vouliagmeni           |
| Ludwigsburg           |
| Carouge               |

| Gruppo H       |
| sede: Belgrado |
| Partizan       |
| Sintez Kazan'  |
| Oradea         |

### Gruppo A
|    | I Turno di qualificazione 2020-2021 | Pti | G | V | N | P | GF | GS | DR  |
| -- | ----------------------------------- | --- | - | - | - | - | -- | -- | --- |
| 1. | Tourcoing                           | 7   | 3 | 2 | 1 | 0 | 42 | 21 | +21 |
| 2. | Barcellona                          | 5   | 3 | 1 | 2 | 0 | 37 | 27 | +10 |
| 3. | Vasutas                             | 4   | 3 | 1 | 1 | 1 | 28 | 29 | -1  |
| 4. | Panionios                           | 0   | 3 | 0 | 0 | 3 | 23 | 53 | -30 |

| 4-12-20 | Vasutas    | 18-9  | Panionios |
| 4-12-20 | Barcellona | 12-12 | Tourcoing |

| 5-12-20 | Barcellona | 10-10 | Vasutas   |
| 5-12-20 | Tourcoing  | 20-9  | Panionios |

| 6-12-20 | Tourcoing  | 10-0 | Vasutas   |
| 6-12-20 | Barcellona | 15-5 | Panionios |

### Gruppo B
|    | I Turno di qualificazione 2020-2021 | Pti | G | V | N | P | GF | GS | DR |
| -- | ----------------------------------- | --- | - | - | - | - | -- | -- | -- |
| 1. | Sabadell                            | 9   | 3 | 3 | 0 | 0 | 32 | 24 | +8 |
| 2. | Dinamo Mosca                        | 6   | 3 | 2 | 0 | 1 | 28 | 31 | -3 |
| 3. | Jadran Spalato                      | 3   | 3 | 1 | 0 | 2 | 33 | 32 | +1 |
| 4. | Steaua Bucarest                     | 0   | 3 | 0 | 0 | 3 | 28 | 34 | -6 |

| 4-12-20 | Sabadell     | 9-8 | Jadran |
| 4-12-20 | Dinamo Mosca | 9-8 | Steaua |

| 5-12-20 | Jadran   | 11-12 | Dinamo Mosca |
| 5-12-20 | Sabadell | 11-9  | Steaua       |

| 6-12-20 | Steaua   | 11-14 | Jadran       |
| 6-12-20 | Sabadell | 12-7  | Dinamo Mosca |

### Gruppo C
|    | I Turno di qualificazione 2020-2021 | Pti | G | V | N | P | GF | GS | DR  |
| -- | ----------------------------------- | --- | - | - | - | - | -- | -- | --- |
| 1. | Orvosegyetem                        | 9   | 3 | 3 | 0 | 0 | 50 | 17 | +33 |
| 2. | Stella Rossa                        | 6   | 3 | 2 | 0 | 1 | 37 | 34 | +3  |
| 3. | Noisy-le-Sec                        | 3   | 3 | 1 | 0 | 2 | 39 | 36 | +3  |
| 4. | Triglav Kranj                       | 0   | 3 | 0 | 0 | 3 | 21 | 60 | -39 |

| 4-12-20 | Orvosegyetem | 15-5 | Stella Rossa |
| 4-12-20 | Noisy-le-Sec | 20-9 | Triglav      |

| 5-12-20 | Noisy-le-Sec | 7-14 | Orvosegyetem |
| 5-12-20 | Stella Rossa | 19-7 | Triglav      |

| 6-12-20 | Stella Rossa | 13-12 | Noisy-le-Sec |
| 6-12-20 | Orvosegyetem | 21-5  | Triglav      |

### Gruppo D
|    | I Turno di qualificazione 2020-2021 | Pti | G | V | N | P | GF | GS | DR  |
| -- | ----------------------------------- | --- | - | - | - | - | -- | -- | --- |
| 1. | Vouliagmeni                         | 9   | 3 | 3 | 0 | 0 | 54 | 22 | +32 |
| 2. | Aix-en-Provence                     | 6   | 3 | 2 | 0 | 1 | 41 | 21 | +20 |
| 4. | Ludwigsburg                         | 3   | 3 | 1 | 0 | 2 | 28 | 41 | -13 |
| 3. | Carouge                             | 0   | 3 | 0 | 0 | 3 | 15 | 54 | -39 |

| 4-12-20 | Vouliagmeni | 21-6 | Ludwigsburg |
| 4-12-20 | Aix-en-Pce  | 16-4 | Carouge     |

| 5-12-20 | Carouge    | 6-17  | Ludwigsburg |
| 5-12-20 | Aix-en-Pce | 11-12 | Vouliagmeni |

| 6-12-20 | Carouge    | 5-21 | Vouliagmeni |
| 6-12-20 | Aix-en-Pce | 14-5 | Ludwigsburg |

### Gruppo E
|    | I Turno di qualificazione 2020-2021 | Pti | G | V | N | P | GF | GS | DR  |
| -- | ----------------------------------- | --- | - | - | - | - | -- | -- | --- |
| 1. | Radnicki                            | 9   | 3 | 3 | 0 | 0 | 42 | 23 | +19 |
| 2. | Mediterrani                         | 6   | 3 | 2 | 0 | 1 | 35 | 31 | +4  |
| 3. | Savona                              | 3   | 3 | 1 | 0 | 2 | 30 | 34 | -4  |
| 4. | Potsdam                             | 0   | 3 | 0 | 0 | 3 | 22 | 41 | -19 |

| 4-12-20 | Mediterrani | 9-13 | Radnicki |
| 4-12-20 | Savona      | 12-8 | Potsdam  |

| 5-12-20 | Radnicki | 15-7  | Potsdam     |
| 5-12-20 | Savona   | 11-12 | Mediterrani |

| 6-12-20 | Potsdam | 7-14 | Mediterrani |
| 6-12-20 | Savona  | 7-14 | Radnicki    |

### Gruppo F
|    | I Turno di qualificazione 2020-2021 | Pti | G | V | N | P | GF | GS | DR  |
| -- | ----------------------------------- | --- | - | - | - | - | -- | -- | --- |
| 1. | Mladost                             | 6   | 2 | 2 | 0 | 0 | 26 | 15 | +11 |
| 2. | Primorac                            | 3   | 2 | 1 | 0 | 1 | 23 | 22 | +1  |
| 3. | Eger                                | 0   | 2 | 0 | 0 | 2 | 16 | 28 | -12 |

| 4-12-20 | Mladost | 13-8 | Primorac |

| 5-12-20 | Eger | 9-15 | Primorac |

| 6-12-20 | Mladost | 13-7 | Eger |

### Gruppo G
|    | I Turno di qualificazione 2020-2021 | Pti | G | V | N | P | GF | GS | DR  |
| -- | ----------------------------------- | --- | - | - | - | - | -- | -- | --- |
| 1. | Szolnok                             | 9   | 3 | 3 | 0 | 0 | 48 | 30 | +18 |
| 2. | Strasburgo                          | 6   | 3 | 2 | 0 | 1 | 23 | 31 | -8  |
| 3. | GS Apollōn Smyrnīs                  | 3   | 3 | 1 | 0 | 2 | 32 | 34 | -2  |
| 4. | Terrassa                            | 0   | 3 | 0 | 0 | 3 | 36 | 44 | -8  |

| 4-12-20 | Strasburgo | 8-7   | Apollon  |
| 4-12-20 | Szolnok    | 20-14 | Terrassa |

| 5-12-20 | Apollon | 14-13 | Terrassa   |
| 5-12-20 | Szolnok | 15-5  | Strasburgo |

| 6-12-20 | Terrassa | 9-10  | Strasburgo |
| 6-12-20 | Szolnok  | 13-11 | Apollon    |

### Gruppo H
|    | I Turno di qualificazione 2020-2021 | Pti | G | V | N | P | GF | GS | DR |
| -- | ----------------------------------- | --- | - | - | - | - | -- | -- | -- |
| 1. | Sintez Kazan                        | 6   | 2 | 2 | 0 | 0 | 24 | 17 | +7 |
| 2. | Partizan                            | 3   | 2 | 1 | 0 | 2 | 22 | 20 | +2 |
| 3. | Oradea                              | 0   | 2 | 0 | 0 | 2 | 16 | 25 | -9 |

| 4-12-20 | Partizan | 12-9 | Oradea |

| 5-12-20 | Oradea | 7-13 | Sintez |

| 6-12-20 | Partizan | 10-11 | Sintez |

## Ottavi di finale
Le sedici squadre si affrontano in quattro sfide ad eliminazione diretta ad andata e ritorno. Le gare di andata si disputano il 27 febbraio, quelle di ritorno il 6 marzo.
| Squadra 1       | Totale | Squadra 2    | Andata | Ritorno |
| --------------- | ------ | ------------ | ------ | ------- |
| Radnicki        | 11-10  | Strasburgo   | 11-10  | canc.   |
| Aix-en-Provence | 15-42  | Orvosegyetem | 6-22   | 9-20    |
| Tourcoing       | 15-19  | Stella Rossa | 9-12   | 6-7     |
| Primorac        | 24-35  | Szolnok      | 8-18   | 16-17   |
| Sabadell        | 26-15  | Mediterrani  | 9-9    | 17-6    |
| Partizan        | 15-16  | Vouliagmeni  | 7-7    | 8-9     |
| Sintez Kazan    | 18-23  | Dinamo Mosca | 12-14  | 6-9     |
| Barcellona      | 15-18  | Mladost      | 9-11   | 6-7     |

## Quarti di finale
Le otto squadre si affrontano in quattro sfide ad eliminazione diretta ad andata e ritorno. Le gare di andata si disputano il 17 marzo, quelle di ritorno il 24 marzo.
| Squadra 1    | Totale | Squadra 2    | Andata | Ritorno |
| ------------ | ------ | ------------ | ------ | ------- |
| Dinamo Mosca | 17-20  | Stella Rossa | 8-11   | 9-9     |
| Radnicki     | 22-24  | Szolnok      | 12-14  | 10-10   |
| Mladost      | 29-30  | Vouliagmeni  | 11-10  | 18-20   |
| Orvosegyetem | 27-23  | Sabadell     | 17-11  | 10-12   |

## Semifinali
Le 4 squadre semifinaliste si affrontano in due sfide ad eliminazione diretta ad andata e ritorno. Le gare di andata si disputano il 3 aprile, quelle di ritorno il 10 aprile.
| Squadra 1    | Totale | Squadra 2   | Andata | Ritorno |
| ------------ | ------ | ----------- | ------ | ------- |
| Orvosegyetem | 21-16  | Vouliagmeni | 10-7   | 11-9    |
| Stella Rossa | 20-35  | Szolnok     | 12-20  | 8-15    |

## Finale
| Arbitri: | Nenad Peris David Gomez |

|                                                                                    |           |                                                               |
| Filipović: 5 Szeghalmi, Drašović: 2 Schmolcz, Nagy, Pijetlović, Jansik, Konarik: 1 | Marcatori | 3: Manhercz 2: Csacsovszky, Erdelyi, Burian 1: Salamon, Hárai |

| Arbitri: | Filippo Gomez Nikolaus Boudramis |

|                                                       |                      |                                                     |
| Erdelyi: 5 Salamon: 2 Sziladi, Tóth, Burian, Harai: 1 | Marcatori            | 4: Konarik 3: Filipović 2: Nagy 1: Schmolcz, Kovács |
| Erdelyi Csacsovszky Salamon                           | Tiri di rigore 0 – 3 | Filipović Nagy Konarik                              |